# أنفاليد (مترو باريس)
أنفاليد (بالفرنسية: Invalides (Paris Métro and RER))‏ هي محطة مترو تابعة لمترو باريس تقع في فرنسا في الدائرة السابعة في باريس.[بحاجة لمصدر]